# バレーボールインド男子代表
バレーボールインド男子代表（バレーボールインド だんしだいひょう）は、バレーボールの国際大会で編成されるインドの男子バレーボールナショナルチームである。

## 歴史
1951年に国際バレーボール連盟へ加盟。

## 過去の成績

### オリンピックの成績
- 出場なし

### 世界選手権の成績
| - 1949年 - 不参加 - 1952年 - 8位 - 1956年 - 21位 - 1960年 - 不出場 - 1962年 - 不出場 - 1966年 - 不出場 | - 1970年 - 不出場 - 1974年 - 不出場 - 1978年 - 不出場 - 1982年 - 不出場 - 1986年 - 不出場 - 1990年 - 不出場 | - 1994年 - 不出場 - 1998年 - 不参加 - 2002年 - アジア予選敗退 - 2006年 - アジア予選敗退 - 2010年 - アジア予選敗退 |

### アジア選手権の成績
| - 1979年 - 5位 - 1983年 - 5位 - 1987年 - 5位 - 1989年 - 6位 - 1991年 - 10位 - 1993年 - 9位 | - 1997年 - 9位 - 1999年 - 9位 - 2001年 - 7位 - 2003年 - 5位 - 2005年 - 4位 - 2007年 - 9位 | - 2009年 - 9位 - 2011年 - 6位 - 2013年 - 7位 |